# Platanthera canbyi
Platanthera canbyi là một loài thực vật có hoa trong họ Lan. Loài này được (Ames) Luer miêu tả khoa học đầu tiên năm 1972.